# Glasir
En la mitología nórdica, Glasir (nórdico antiguo: Brillante) es un árbol o bosque sagrado descrito como «el más hermoso entre los dioses y los hombres», de follaje dorado y localizado en las afueras de Asgard, frente a las puertas de Valhalla. Glasir se menciona tres veces en el texto del siglo XIII Edda prosaica, concretamente en el libro de Skáldskaparmál (cap. 32) donde se cita su localización y en las otras dos se ensalzan sus hojas doradas, la primera en el capítulo 34 y la segunda en el poema Bjarkamál en el capítulo 45.
El apelativo Glasislundr (del nórdico antiguo: Bosque de Glasir), aparece en el poema de la Edda poética, Helgakviða Hjörvarðssonar.